# Fojnica (Gacko)
Pour les articles homonymes, voir Fojnica.
Fojnica (en serbe cyrillique : Фојница) est un village de Bosnie-Herzégovine. Il est situé dans la municipalité de Gacko et dans la république serbe de Bosnie. Selon les premiers résultats du recensement bosnien de 2013, il compte 126 habitants.

## Démographie

### Évolution historique de la population dans la localité
| 1948 | 1953 | 1961 | 1971 | 1981 | 1991 | 2013 |
| ---- | ---- | ---- | ---- | ---- | ---- | ---- |
| -    | -    | 293  | 225  | 173  | 139, | 126  |

|  |

### Répartition de la population par nationalités (1991)
En 1991, les 139 habitants du village étaient tous serbes.

### Communauté locale
En 1991, la communauté locale de Fojnica comptait 654 habitants, répartis de la manière suivante :